# Massenbach (Ellingen)
Massenbach ist ein Gemeindeteil der Stadt Ellingen im Landkreis Weißenburg-Gunzenhausen (Mittelfranken, Bayern). Die Gemarkung Massenbach hat eine Fläche von 3,976 km². Sie ist in 402 Flurstücke aufgeteilt, die eine durchschnittliche Flurstücksfläche von 9890,22 m² haben. In ihr liegt neben dem namensgebenden Ort der Gemeindeteil Hörlbach.

## Lage
Das Dorf Massenbach liegt direkt angrenzend nördlich der Bundesstraße 13, zwischen Ellingen und Stopfenheim. Die Stadt Ellingen liegt rund zwei Kilometer östlich. Knapp westlich in der Flur Kreutfeld befindet sich die Quelle des Riedgrabens, der den Ort größtenteils verrohrt durchfließt und in Ellingen in die Schwäbische Rezat mündet. Nördlich in einiger Entfernung verläuft der Hörleinsgraben, südlich der Mittelbühlgraben. Südöstlich von Massenbach liegt die Waldflur Dürre Lohe, welcher zum Ellinger Wald gehört.

## Geschichte
Bis zur Gemeindegebietsreform war Massenbach mit seinem Gemeindeteil Hörlbach eine selbständige Gemeinde. Am 1. Juli 1971 wurden beide Orte in die Stadt Ellingen eingegliedert.

## Bau- und Bodendenkmäler
In der Nähe von Massenbach befinden sich mehrere alte Siedlungen, keltische Grabhügel und Überreste einer römischen Straße. Am Haus Massenbach 2 steht eine barocke Madonnenstatue aus dem 18. Jahrhundert. Neben dieser Statue sind die einzigen Baudenkmäler in Massenbach das eingeschossige Satteldachbau Massenbach 12 aus dem 18. Jahrhundert und das eingeschossige, giebelständige Bauernhaus Massenbach 8 mit Steildach aus der Mitte des 19. Jahrhunderts. Die ökumenische Kapelle des Ortes wurde 1970 als Denkmal der abgeschlossenen Flurbereinigung gebaut. Die Vorgängerkapelle Marienkapelle war von einem Einheimischen erbaut worden, aus Dank, dass ihm während des Russlandfeldzuges von Napoleon Bonaparte im Jahre 1812 nichts passiert war.